# Pacto de Estado
Pacto de Estado es la denominación que se da en la práctica política a los pactos políticos entre partidos políticos de tendencias opuestas para enmarcar la acción del Estado a largo plazo en asuntos de trascendencia, sin consideración de qué partido ocupa el gobierno en cada momento.

## En Francia
- Acuerdos Matignon

## En España
- Pactos de la Moncloa
- Pactos autonómicos
- Pacto de Toledo
- Pacto de Estado por la Ciencia (iniciativa no aprobada)
- Pacto antitransfuguismo
- Pacto antiterrorista
- Pacto antiyihadista
- Pacto contra la violencia de género

## En Estados Unidos
Suelen emplearse para este tipo de pactos las expresiones bipartisan y bipartisanship, con un significado opuesto a la expresión "bipartidismo" en la política europea.